# Wolfgang Seyfarth (Diplomat)
Wolfgang Seyfarth (* 10. Januar 1937) ist ein ehemaliger deutscher Diplomat. Er war Botschafter der DDR in mehreren afrikanischen und südostasiatischen Staaten.

## Leben
Seyfarth schloss die Oberschule mit dem Abitur ab. Er studierte von 1955 bis 1959 mit dem Abschluss als Diplomstaatswissenschaftler an der Deutschen Akademie für Staats- und Rechtswissenschaft und trat 1959 in den Diplomatischen Dienst der DDR ein. 
Seyfarth war zunächst außerplanmäßiger Attaché in der Ersten Außereuropäischen Abteilung (Ferner Osten) im Ministerium für Auswärtige Angelegenheiten der DDR (MfAA) bzw. an der Botschaft der DDR in Peking. Von 1961 bis 1963 war er Mitarbeiter der Vierten Außereuropäischen Abteilung (Afrika) des MfAA. 1963/1964 wirkte er als Gehilfe des Handelsrats an der Wirtschafts- und Handelsmission in der ghanaischen Hauptstadt Accra. Von 1966 bis 1969 war er persönlicher Referent eines der stellvertretenden Außenminister. Von 1969 bis 1971 fungierte er als Zweiter Sekretär am Generalkonsulat der DDR in Ägypten, anschließend von 1971 bis 1973 als Konsul am Generalkonsulat in Tansania. Von 1974 bis 1976 absolvierte er ein postgraduales Studium an der Diplomatenakademie in Moskau. Von 1976 bis 1980 war er Botschafter der DDR in Lagos und von 1977 bis 1980 zweitakkreditiert in Benin und in Äquatorialguinea. Von 1980 bis 1986 leitete er das Sekretariat der Kommission Entwicklungsländer bei der Staatlichen Plankommission. Von 1986 bis 1990 war er Botschafter der DDR in Kuala Lumpur sowie zweitakkreditiert in Thailand und in Burma.
Seyfarth war Mitglied  der SED.

## Auszeichnungen
- Verdienstmedaille der DDR